# Ray Cappo
Ray Cappo   (Danbury, 11 de gener de 1966), també conegut com Raghunath Das, és un músic de punk rock estatunidenc, conegut sobretot com a vocalista de les bandes Youth of Today i Shelter i com a fundador del segell discogràfic independent Equal Vision. Cappo és professor de ioga, és crudívor i practica les arts marcials mixtes. El 2020 Cappo va presentar el pòdcast Wisdom of the Sages en col·laboració amb Kaustubha Das.
Originari de l'estat de Connecticut, Cappo va començar tocant la bateria amb Violent Children abans de traslladar-se a la ciutat de Nova York a la dècada del 1980 per a formar el grup straight edge Youth of Today, el qual va tenir un impacte significatiu en l'escena hardcore punk del moment.

## Trajectòria
Cappo va fer ocasionalment de discjòquei a l'emissora de ràdio universitària WXCI, a Danbury, en un programa anomenat The adventure jukebox, presentat per Darryl Ohrt de la banda No Milk on Tuesday. Cappo va punxar-hi una àmplia gamma de música hardcore, en gran part extreta de la seva col·lecció de discos.
Juntament amb el guitarrista John Porcelly, Cappo va fundar el 1985 el grup de hardcore Youth of Today, que ràpidament es va convertir en una de les bandes més conegudes de l'escena hardcore novaiorquesa. Basant-se en la seva ètica straight edge i un so ràpid i agressiu, van crear un subgènere conegut com Youth crew, que va influir en un gran nombre de grups. Una figura important en els inicis de Youth of Today va ser Kevin Seconds, cantant de 7 Seconds, el qual no només va influir-los, sinó que també va publicar el seu primer EP, Can't Close My Eyes, amb el seu segell Positive Force Records. Abans de dissoldre's l'any 1990, Youth of Today va publicar dos EP i dos LP, àmpliament considerats com uns dels discos hardcore més influents de la seva època.
El 1987, juntament amb Jordan Cooper, Cappo va fundar Revelation Records. El primer llançament del segell va ser Lower East Side Crew de Warzone, que va anar seguit d'una recopilació titulada New York Hardcore 1987: Together, aquest treball incloïa temes de Youth of Today, Bold, Gorilla Biscuits, Sick of It All i Side by Side. Revelation Records va seguir publicant bandes de Califòrnia com Chain of Strength o No For An Answer.
Despés de Youth of Today, Cappo es va interessar per la consciència de Hare Krishna, en gran part perquè abraçava els seus ideals vegetarians i straight edege, i es va convertir en un devot i un divulgador dels ensenyaments exposats al Bhagavad Gita. A continuació Cappo va decidir expressar les seves creences amb una nova banda, Shelter, i es va trobar novament iniciant un segell discogràfic per a publicar grups amb un missatge de consciència Krixna, Equal Vision Records. L'auge de Shelter va generar un subgènere musical anomenat krixnacore, amb bandes com Cro-Mags i 108 entre els seus representants més notables.
Better Than a Thousand va ser un grup fundat l'any 1997 pel bateria Ken Olden i el guitarrista Graham Land després que Battery es dissolgués. El duet va reclutar Cappo com a cantant i van signar amb Revelation Records. Van gravar el seu primer àlbum, Just One, en cinc dies mentre Shelter feia una pausa de la seva gira, i el van publicar el juliol de 1997. Cappo va gravar la veu per a l'àlbum en un dormitori en dos dies. Van començar a treballar immediatament en el seu segon àlbum, Value Driven, que es va gravar en un estudi domèstic el 1998 i es va publicar el mateix any. Van fer una gira de presentació de l'àlbum i es van separar després que Cappo es traslladés a Califòrnia i abandonés l'estil de vida striaght edge. El 2020, Olden va remesclar i remasteritzar els dos àlbums per a End Hits Records. Les reedicions incloïen els àlbums originals i cinc cançons extra, i algunes edicions també un fanzín de 36 pàgines anomenat We Must Believe i fotos inèdites. L'any 2006, Cappo va publicar un altre disc amb Shelter titulat Eternal a Good Life Recordings, i es va embarcar en una gira europea.

## Discografia
amb Reflex from Pain
- Checkered Future (1983)

amb Violent Children
- Violent Children (1983)
- Violent Children (1984)
- Skate Straight (1984)

amb Youth of Today
- Connecticut Fun (compilació, 1985)
- Can't Close My Eyes (EP, 1986, Positive Force Records)
- Break Down the Walls (1987)
- New York City Hardcore – Together (compilació, 1987, Revelation Records)
- New York City Hardcore – The Way It Is (compilació, 1988, Revelation Records)
- We're Not in This Alone (1988)
- Youth of Today (1990)

amb Shelter
- Perfection of Desire (1990)
- No Compromise (1990)
- In Defense of Reality (1991)
- Attaining the Supreme (1993)
- Mantra (1995, Roadrunner Records)
- Beyond Planet Earth (1997, Roadrunner Records)
- When 20 Summers Pass (2000, Victory Records)[14]
- The Purpose, the Passion (2001, Supersoul)[15]
- Eternal (2006, Good Life Recordings)

amb Ray & Porcell
- Ray & Porcell (1991)

amb Better Than a Thousand
- Just One (1997, Revelation Records)
- Value Driven (1998, Epitaph)
- "Self Worth" (senzill, 1999, Grapes of Wrath)

amb Story of the Year
- Falling Down (2003, Page Avenue)